# آدا وجسيك
آدا وجسيك هي ممثلة (وحمل سابقاً جنسية الإمبراطورية الروسية والاتحاد السوفيتي)، ولدت في 19 يوليو 1905 في موسكو في روسيا، وتوفي بنفس المكان في 2 سبتمبر 1982.

## وصلات خارجية
- آدا وجسيك على موقع IMDb (الإنجليزية)
- آدا وجسيك على موقع قاعدة بيانات الفيلم (الإنجليزية)